# Ernst Jessen
Ernst Jessen (* 19. April 1859 in Twedt bei Flensburg als Ernst Gotthard Peter Jessen; † 18. September 1933 in der Schweiz) war ein deutscher Zahnarzt und Privatdozent, der als „Vater der Schulzahnpflege“ gilt.

## Leben und Wirken
Jessen wurde 1853 in der Gemeinde Twedt als Sohn des dortigen Gutsverwalters Friedrich Wilhelm Jessen und dessen Ehefrau Sophie geb. Dreyer geboren und wuchs in Dänemark auf. Nach dem Abitur am Gymnasium in Hadersleben nahm er 1879 an der Universität Kiel das Studium der Medizin auf. 1880 wechselte er an die Universität Tübingen, wo er Mitglied der Tübinger Burschenschaft Derendingia wurde. Dort wandte er sich der Zahnmedizin zu und erwarb 1884 die zahnärztliche Approbation. Im selben Jahr wurde er zum Dr. med. promoviert.
Jessen übersiedelte 1885 nach Straßburg, wo er sich um Kontakt zur dortigen Universität bemühte. 1887/1888 habilitierte er. 1902 gründete Jessen in Straßburg die vermutlich erste Schulzahnklinik der Welt. Den Anstoß dazu gab, dass er 1885 auf den maroden Zustand von Kindergebissen aufmerksam wurde. Jessens Untersuchungen zeigten eine 93- bis 95-prozentige Prävalenz von Karies bei Schulkindern. Manche Schüler hatten deswegen so starke Schmerzen, dass sie nicht mehr am Unterricht teilnahmen.
Er ist der Vater des Bankiers und Industriellen Fritz Jessen (1886–1951).

## Veröffentlichungen (Auswahl)
- Photometrie des Absorptionssepctrums der Blutkörperchen. Dissertation, Universität Tübingen 1884.
- Lehrbuch der praktischen Zahnheilkunde für Ärzte und Studirende. Leipzig 1890.
- Denkschrift für die Errichtung eines zahnärztlichen Instituts an der Kaiser-Wilhelm-Universität Strassburg. Strassburg 1902.
- Zahnhygiene in Schule und Haus. Strassburg 1903.
- Zahnhygiene in Schule und Heer. Strassburg 1904.

## Ehrung
Zu Ehren von Ernst Jessen wurde bei Twedt, dass 1910 in Flensburg eingemeindet wurde, der Ernst-Jessen-Weg im Jahre 1959 nach ihm benannt.